# Allan Holdsworth
Allan Holdsworth (Bradford, Anglaterra, 6 d'agost de 1946 - Vista, Califòrnia, 15 d'abril de 2017) va ser un guitarrista anglès.

## Carrera
Començà tocant en grups de festes; passant aviat al gènere del jazz fusió, integrant el grup Igginbottom el 1969. Va passar per diversos grups de rock progressiu i jazz com Tempest, Nucleus i Soft Machine; formà part després de la segona versió del grup del virtuós bateria (ex-Miles Davis), en Tony Williams: The Tony Williams New Lifetime en 1975. És a partir d'aquí que se'l donà a conèixer dins el món jazzístic pel seu estil innovador. Més tard formà part del grup Gong, i es va editar un disc solista no autoritzat per ell (Velvet Darkness; amb músics com Narada Michael Walden, Alphonzo Johnson i Alan Pasqua). Al final dels setanta va formar part de grups com Jean-Luc Ponty (ex-Zappa), U.K. (amb Bill Bruford, John Wetton i Eddie Jobson) i Bruford (amb Jeff Berlin i Dave Stewart).
Després d'un període on tocava ocasionalment a bars amb Steve Topping, Paul Carmichael i Gary Husband, neix el projecte I.O.O. el 1980. Aquest projecte tenia la intenció de ser el grup solista d'en Holdsworth, amb els qui va gravar un àlbum homònim. Per aquestes dates, Holdsworth es va sumir en un període de depressió per la baixa popularitat que aconseguia la seva música a causa que era, segons ell, «massa roquer per a les emissores de jazz, i massa jazzístic per a les emissores de rock».[cita  Al cap d'un parell d'anys, Eddie Van Halen va parlar d'ell a Warner Brothers, iniciant amb això l'enregistrament del seu disc Road Games amb músics com en Chad Wackerman (Frank Zappa), Jeff Berlin (del grup Bruford) i Paul Williams (del grup Tempest). En Holdsworth es va sentir ofès per la pressió creativa exercida pel productor d'en Van Halen, en Ted Templeman, per la qual cosa decideix no signar mai més amb una discogràfica gran. El disc ràpidament es converteix en objecte de culte, essent nominat per al premi Grammy (tot i les baixes vendes).
Decideix reformar I.O.O. amb Wackerman i Williams, sumant-se al baix en Jimmy Johnson.
D'aquest grup sorgeix el disc Metal Fatigue (1985), que és considerat el disc més popular d'en Holdsworth.[cita  A aquest li va seguir Atavachron (1986) ja amb l'ús de la SynthAxe, un instrument electrònic semblant a una guitarra però amb la possibilitat de modificar el to amb l'alè. En Holdsworth va editar un parell d'àlbums en directe: All Night Wrong (2003) i Then! (2005, però gravat en 1990). Dins del seu catàleg s'inclouen tres videos: I.O.O. Live in Japan (1985), Just For The Curious (1991) i Live At The Galaxy Theater (2000).
Va fer col·laboracions va col·laborar amb músics de diferents estils, que van des del jazz tradicional, el free jazz, l'àcid jazz, la música electrònica i fins al metal progressiu.
En Holdsworth va morir el 15 d'abril de 2017. El seu cos va ser trobat l'endemà a casa seva (a Vista, Califòrnia). A l'hora de publicar la notícia, no es sabia encara la causa de la seva mort.

## Discografia
Com a solista
- 1976 - Velvet Darkness
- 1982 - I. O. U.
- 1983 - Road Games
- 1985 - Metal Fatigue
- 1986 - Atavachron
- 1987 - Sand
- 1989 - Secrets
- 1992 - Wardenclyffe Tower
- 1993 - Hard Hat Area
- 1996 - None Too Soon
- 1999 - The Sixteen Man of Tain
- 2001 - FLAT Tire
- 2002 - All Night Wrong
- 2004 - Then! Live
- 2005 - Against The Clock

Amb en Gordon Beck
- The Things You See
- With A Heart In My Song

Amb en Jack Bruce
- A Question Of Time

Amb en Bill Bruford
- Feels Good To Me
- One Of A Kind
- Hell's Bell's
- Master Strokes

Amb n'Stanley Clarke
- If This Bass Could Only Talk
- The Collection

Amb els Come Together
- Guitar Tribute To The Beatles

Per a la Cymbiosis Magazine
- Volume 1 #1
- Volume 2 #2

Amb els Enigma Variations
- Enigma Variations
- Volume 2

Amb en Frank Gambale
- Truth In Shredding

Amb en Pierre Moerlen's Gong
- Gazeuse
- Expresso
- Expresso 2
- Time Is The Key
- Wingful Of Eyes

Amb ens Gongzilla
- Suffer

Per a Guitar on the Edge
- Volume 1
- Volume 2

Amb els Gorky Park
- Stare

Per a Guitar's Practicing Musicians
- Play That Funky Music

Amb n'Stuart Hamm
- Radio Free Albemuth

Amb n'Steve Hunt
- From Your Heart And Your Soul

Amb en Jon St. James
- Trans-Atlantic
- Fast Impressions

Amb els Anders Johansson & Jens Johanson
- Heavy Machinery

Amb els Krokus
- Change Of Address

Amb els Level 42
- Guaranteed

Amb n'Andrea Marcelli
- Silent Will
- Oneness

Amb n'Alex Masi
- Attack Of The Neon Shark

Amb n'Esther Phillips
- Capricorn Princess

Amb en Jean-Luc Ponty
- Enigmatic Ocean
- Individual Choice
- Le Voyage - The Jean-Luc Ponty Anthology
- The Very Best Of Jean-Luc Ponty

Amb els Soft Machine
- Bundles
- Triple Echo
- Land Of Cockayne
- The Untouchable
- Best Of The Harvest Years See For Miles

Amb els Soft Works
- Abracadabra

Amb els Soma
- Soma

Amb els Strange Advance
- The Distance Between
- Worlds Away & Back

Amb n'Steve Tavaglione
- Blue Tav

Amb els Tempest
- Up and On

Amb els U.K.
- U.K.
- In The Dead Of Night
- Radio Special 1978

Amb en Carl Verheyen
- No Borders

Amb en Chad Wackerman
- Forty Reasons
- The View

Amb en John Wetton
- Kings Road

Amb en Tony Williams
- Believe It!
- Snake Oil/Red Alert
- Million Dollar Legs
- The Best Of Tony Williams
- The Collection

Altres artistes
- Contemporary Jazz Masters
- CMPler 2
- Jazz Fusion Volume 2
- Meltdown
- Asia/U.K. Compilation
- Guitar Zone
- Fusion 101
- Planet X
- K2